# (7015) Schopenhauer
(7015) Schopenhauer ist ein Asteroid des inneren Hauptgürtels, der am 16. August 1990 vom belgischen Astronomen Eric Walter Elst am La-Silla-Observatorium (Sternwarten-Code 809) der Europäischen Südsternwarte in Chile entdeckt wurde.
Der Asteroid wurde nach dem deutschen Autor und Philosophen Arthur Schopenhauer (1788–1860) benannt, der den Subjektiven Idealismus entwickelte.